# Alexander J. Dallas
Alexander James Dallas, född 21 juni 1759 i Kingston, Jamaica, död 16 januari 1817 i Philadelphia, Pennsylvania, var en amerikansk politiker (demokrat-republikan).
När han var fem flyttade han med föräldrarna från Jamaica till Skottlands huvudstad Edinburgh. Därifrån flyttade familjen till London. Han hade inte råd med att studera juridik där. Han gifte sig 1780 med Arabella Maria Smith från Pennsylvania. Följande året flyttade de till Jamaica. Där lyckades Dallas bli advokat tack vare faderns kontakter. Marias hälsa led på Jamaica och de flyttade 1783 till Philadelphia.
Dallas hade uppdraget att rapportera USA:s högsta domstols domslut 1790-1800. Han hade inte haft någon företrädare som rapportör, eftersom högsta domstolen var i session för allra första gången 1790. Uppdraget var inte officiellt ännu och Dallas måste själv bekosta rapporterna. Dallas rapporter har kritiserats för bristande noggrannhet.
Som sekreterare i delstaten Pennsylvania 1791-1801 fick Dallas sköta guvernörsjobbet till stor del under senare delen av 1790-talet på grund av guvernör Thomas Mifflins alkoholism. Dallas var med om att grunda Pennsylvanias demokrat-republikaner. Han arbetade som distriktsåklagare 1801-1814.
När Dallas vän, finansminister Albert Gallatin hade svårt med att finansiera USA:s försvar i 1812 års krig, hjälpte Dallas finansministern i att få fram pengar till kriget mot Storbritannien. I det skedet när Dallas själv blev finansminister, var USA nära konkurs. Han lyckades få statsbudgeten att visa överskott igen och kämpade hårt för grundandet av en ny nationalbank, Second Bank of the United States. Efter tiden i regeringen återvände Dallas 1816 till Philadelphia, var han dog följande år.
Hans son George M. Dallas var James K. Polks vicepresident.
Dallas County, Alabama har fått sitt namn efter finansministern Alexander J. Dallas.